# カザフスタン海軍艦艇一覧
カザフスタン海軍艦艇一覧は、カザフスタン共和国海軍が過去保有した、または現在保有する、または将来保有する予定の、未完成・計画中止を含めた歴代艦艇一覧である。
凡例

## 現有勢力（2024年現在）
- 国防予算：18億8,000万ドル[1]
- 海軍人員：3,000名[1]
- 艦船隻数：16隻（排水量20t以上）[1]

高速艇×10
哨戒艇×4
掃海艇×1
測量艇×1

## 艦艇一覧（近代海軍）

### 機雷戦艦艇

#### 掃海艦艇
- Project 10750E型　-1隻[2]

### 哨戒艦艇

#### 哨戒・警備艦艇
- カザフスタン級 - 4隻[2]

#### 高速戦闘艇
- Sea Dolphin型 - 3隻[2]
- Archangel型 - 3隻[2]
- Dauntless型 - 1隻[2]
- Lashyn型 - 1隻[2]
- AB 25型 - 1隻[2]

ほか

### 補助艦艇

#### その他

##### 測量艇・調査艇
- Zhaik型 - 1隻[2]